# آنا كارين مورو
آنا كارين مورو (بالإنجليزية: Anna Karen Morrow)‏ (و. 1914 – 2009 م) هي ممثلة أفلام، وعارضة، وممثلة تلفزيونية أمريكية، ولدت في نيوجيرسي، توفيت في كاليفورنيا، عن عمر يناهز 95 عاماً، بسبب مرض.

## وصلات خارجية
- آنا كارين مورو على موقع IMDb (الإنجليزية)
- آنا كارين مورو على موقع أول موفي (الإنجليزية)
- آنا كارين مورو على موقع قاعدة بيانات الأفلام السويدية (السويدية)